# Expo 1981
L'Expo 1981 (ufficialmente (FR)  Exposition Cynégétique Mondiale – Bulgarie 1981, Esposizione mondiale di caccia - Bulgaria 1981) si svolse a Plovdiv  Bulgaria dal 14 giugno al 12 luglio 1981.
Venne registrata presso il BIE come Esposizione specializzata il 12 giugno 1980.

## Sito
Il sito espositivo della manifestazione fu la Fiera Internazionale di Plovdiv. L'esposizione occupò 51 ettari di spazi espositivi.

## Tema
Tema della Expo fu Caccia, pesca e uomo nella tua Società. L'obiettivo fu quello di presentare l'ambiente della caccia attraverso le esposizioni dei paesi partecipanti, lo sviluppo della caccia in diverse parti del mondo, mostrando l'interazione tra la caccia, la pesca e l'uomo nella società contemporanea, di contribuire al mantenimento e al rafforzamento della cultura della caccia presso i cacciatori.